# Austrochilidae
Famille
Synonymes
- Thaididae Lehtinen, 1967 nec Jousseaume, 1888

Les Austrochilidae sont une famille d'araignées aranéomorphes.

## Distribution

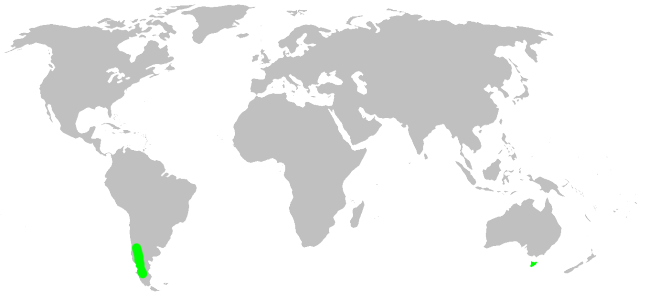
Distribution

Les espèces de cette famille se rencontrent au Chili et en Argentine.

## Paléontologie
Cette famille n'est pas connue à l'état fossile.

## Liste des genres
Selon World Spider Catalog (version 23.0, 06/04/2022) :
- Austrochilus Gertsch & Zapfe, 1955
- Thaida Karsch, 1880

## Systématique et taxinomie
Cette famille a été décrite par Zapfe en 1955 comme une sous-famille des Hypochilidae. Elle est élevée au rang de famille par Marples en 1968.
Les Hickmaniinae Lehtinen 1967 ont été placées dans les Gradungulidae par Kulkarni et Hormiga en 2021.
Cette famille rassemble neuf espèces dans deux genres.

## Publication originale
- Zapfe, 1955 : « Filogenia y función en Austrochilus manni Gertsch y Zapfe (Araneae-Hypochilidae). » Trabajos del Laboratorio de Zoología, Facultad de Filosofía y Educación, Universidad de Chile, no 2, p. 1-53.